# José María Díez-Alegría
José María Díez-Alegría Gutiérrez (Gijón, 22 de octubre de 1911-Alcalá de Henares, 25 de junio de 2010) fue un sacerdote y teólogo ex jesuita español, perteneciente a la Asociación de Teólogos Juan XXIII.